# Instituto Sonorense de Cultura
El Instituto Sonorense de Cultura es un organismo público descentralizado adscrito a la Secretaría de Educación y Cultura del Gobierno del Estado de Sonora. Fue creado mediante decreto el 26 de diciembre de 1988, siendo Gobernador Rodolfo Félix Valdés. De acuerdo al dicho decreto de creación, su objetivo principal es promover el desarrollo cultural integral en la entidad y entre algunas de sus funciones destacan:
- Diseñar y ejecutar programas y proyectos específicos de investigación, capacitación, creación, producción, difusión y promoción cultural en el estado.Logotipo oficial

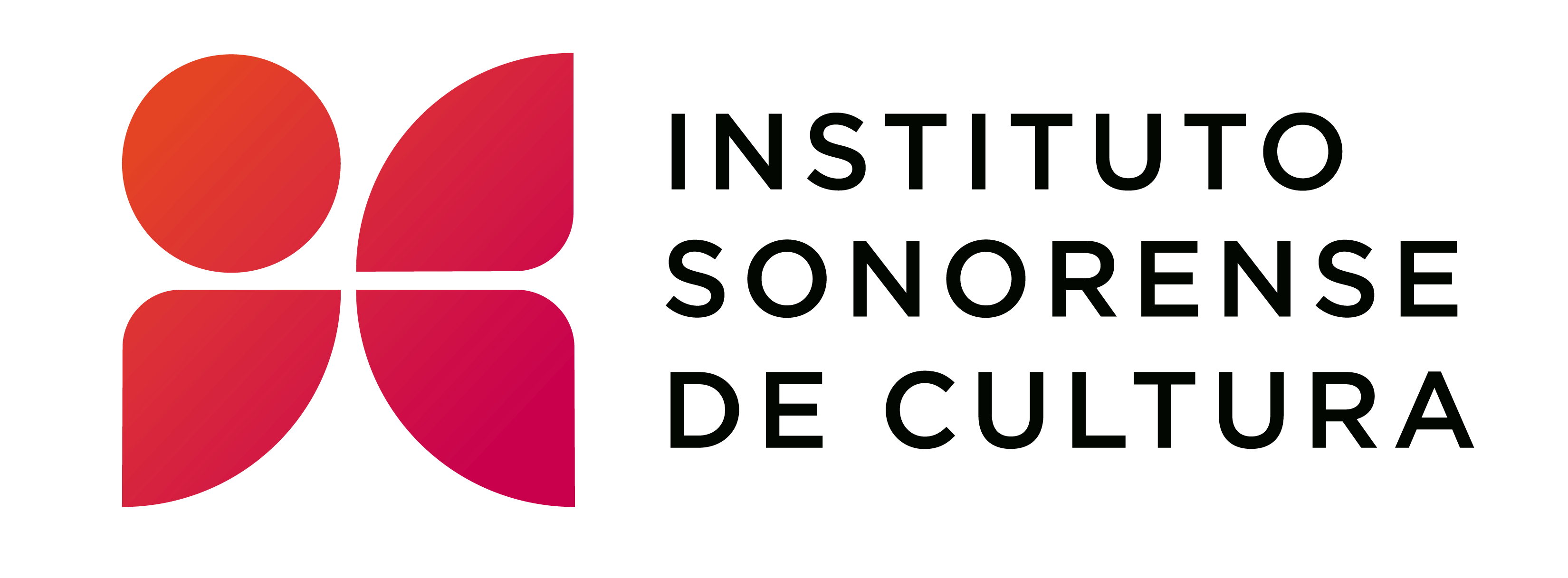
Logotipo oficial

- Contribuir a la difusión y comprensión del patrimonio y acervo cultural de la humanidad, particularmente el de Sonora.
- Realizar investigaciones, estudios y demás acciones tendientes a difundir y preservar el patrimonio cultural de Sonora.
- Fomentar, dirigir o administrar museos, archivos históricos, teatros y auditorios, centros de educación artística e investigación, documentación y producción artística y artesanales, casas de cultura y establecimientos afines, así como la creación o apertura de nuevos centros y espacios culturales.
- Formular y desarrollar todo tipo de labores editoriales, como libros, revistas, gacetas, folletos, discos flexibles y otras ediciones o publicaciones de información, experimentales, creación, producción y en general.
- Organizar, asesorar, impulsar, en su caso, coordinar a los grupos e individuos dedicados, establemente, a la producción, investigación y experimentación en acciones y proyectos culturales.
- Apoyar a los municipios del estado y a otras entidades federativas, en la realización de programas o proyectos culturales.

## Antecedentes
Los orígenes del Instituto Sonorense de Cultura se enmarcan en el contexto de la creación del Consejo Nacional para la Cultura y las Artes (CONACULTA) en 1988 . Al igual que con el nacimiento de otras instituciones de cultura a nivel estatal, con los que se buscaba la descentralización a favor de los estados, la creación del ISC modificó la estructura organizativa y programática de la política cultural en Sonora.
El 26 de diciembre de 1988, el Congreso del Estado de Sonora expidió el decreto de creación del instituto y que, como ocurrió a nivel federal con el CONACULTA, agrupó a diversas instituciones públicas que ejercían funciones de promoción, impulso, administración y difusión cultural en el estado, y posteriormente incluyó en su estructura a otras más, tales como:
- La Casa de la Cultura de Sonora, creada en mayo de 1980 e integrada a la estructura del Instituto en diciembre de 1988.
- La Dirección Estatal de Museos, creada en agosto de 1985. En septiembre de 1986 pasó esta Dirección se integró a la estructura administrativa de la Secretaría de Educación y Cultura del estado de Sonora y posteriormente al Instituto.
- La Dirección General de Culturas Populares, creada en 1978 e integrada al Instituto en octubre de 1999.
- La Coordinación Estatal de Bibliotecas Públicas, creada en abril de 1988 e integrada posteriormente al Instituto.

Luego de casi 3 décadas de funcionar con la estructura inicial, el 2 de octubre de 2017, la titular del Ejecutivo Estatal, Lic. Claudia Artemiza Pavlovich Arellano, publica el decreto por el que se adicionan otros tres organismos públicos descentralizados a dicho instituto:
- Museo de Arte de Sonora (MUSAS) ubicado en el Municipio de Hermosillo.
- Museo Sonora en la Revolución (MUSOR), ubicado en el Municipio de Cajeme.
- Biblioteca Pública Jesús Corral Ruiz (BPJCR), ubicado en el Municipio de Cajeme.

La fusión de dichas instancias al ISC se realizó con el objetivo de plantear un organismo único rector de la política pública cultural en el estado, además implementar un mecanismo de unificación organizacional que permita simplificar su estructura administrativa, plantear una ruta para la optimización presupuestal y la no duplicidad de funciones. Además, dicha fusión se enmarca en la implementación de un programa cultural que englobe todos los esfuerzos en materia de objetivos, metas, acciones, planes y programas así como la respectiva medición de indicadores.
La fusión de dichas instancias al ISC se realizó con el objetivo de plantear un organismo único rector de la política pública cultural en el estado, además implementar un mecanismo de unificación organizacional que permita simplificar su estructura administrativa, plantear una ruta para la optimización presupuestal y la no duplicidad de funciones. Además, dicha fusión se enmarca en la implementación de un programa cultural que englobe todos los esfuerzos en materia de objetivos, metas, acciones, planes y programas así como la respectiva medición de indicadores.

## Oficinas
Además de la sede central, el Instituto Sonorense de Cultura cuenta con otras oficinas y sedes culturales en:
- Instituto Sonorense de Cultura (oficinas centrales administrativas, Hermosillo)
- Casa de la Cultura de Sonora (Hermosillo)
- Casa de la Cultura Hermosillo Norte (Hermosillo)
- Centro de las Artes Cinematográficas del Noroeste (Cineteca Sonora)
- Museo de Culturas Populares e Indígenas de Sonora (Hermosillo)
- Biblioteca Fortino León Almada (Hermosillo)
- Kiosko del Arte (Hermosillo)
- Oficina de Información Cultural y Literatura (Hermosillo)
- Museo de Arte de Sonora, MUSAS (Cajeme)
- Museo Sonora en la Revolución, MUSOR (Cajeme)
- Biblioteca Pública Jesús Corral Ruiz (Cajeme)
- Museo Comcàac (Bahía de Kino)
- Museo de los Yaquis (Cócorit)
- Museo Silvestre Rodríguez (Nacozari de García)
- Museo Casa del General Álvaro Obregón Salido (Huatabampo)
- Museo Costumbrista de Sonora (Álamos)
- Museo de la Lucha Obrera (Cananea)
- Museo Regional de Historia (Ures)
- Museo de Arte de Sonora (MUSAS)

## Directores generales
El Instituto Sonorense de Cultura, desde su creación, ha tenido seis directores generales mismos que han sido designados por el Ejecutivo en turno. 
| Director general                 | Periodo      | Titular del Ejecutivo      |
| -------------------------------- | ------------ | -------------------------- |
| José Rómulo Félix Gastélum       | 1989 - 1991  | Rodolfo Félix Valdés       |
| Carlos Moncada Ochoa             | 1991 - 1997  | Manlio Fabio Beltrones     |
| Juan Antonio Ruibal Corella      | 1997 - 2003  | Armando López Nogales      |
| Fernando Tapia Grijalva          | 2003 - 2009  | Eduardo Bours              |
| María Dolores Coronel Gándara    | 2009 - 2015  | Guillermo Padrés Elías     |
| Mario Welfo Álvarez Beltrán      | 2015 - 2021  | Claudia Pavlovich Arellano |
| Guadalupe Beatriz Aldaco Encinas | 2021- Actual | Alfonso Durazo Montaño     |

Entre las atribuciones de quienes ocupan la Dirección General, se encuentran:
- Velar, administrar y ejecutar la política cultural dictada por el Ejecutivo Estatal en turno.
- Administrar y representar legalmente al organismo.
- Formular el programa institucional, y sus respectivos subprogramas y proyectos de actividades, así como los presupuestos del organismo y presentarlos para su aprobación al consejo directivo.
- Establecer los sistemas de control necesarios para alcanzar los objetivos y metas propuestos.
- Establecer los mecanismos de evaluación que destaquen la eficiencia y la eficacia con que se desempeñe el organismo.
- Coordinar el desarrollo de las actividades técnicas y administrativas del organismo y dictar los acuerdos tendientes a dicho fin.
- Nombrar y remover libremente al personal de confianza del instituto, asimismo, nombrar y remover al personal de base, conforme lo establece la ley de la materia.

## Grupos artísticos
El Instituto Sonorense de Cultura cuenta con diversos grupos artísticos adscritos a su plantilla organizacional:
- La Orquesta Filarmónica del Estado de Sonora (OFS): Fue creada en 2003 cuenta con alrededor de 50 músicos. Su repertorio incluye obras de Wolfgang Amadeus Mozart, Arcangelo Corelli, Ludwig van Beethoven, Johann Sebastian Bach, Arturo Márquez, Emiliana de Zubeldía, Carlos Chávez, Silvestre Revueltas, Igor Stravinsky, Serguéi Prokófiev, Claude Debussy,  entre otros.
- La Orquesta Juvenil Sinfónica (OJUSON). Fue creada en 1990 y orientada a la formación de jóvenes músicos sonorenses. Cuenta con más de 30 integrantes.
- La Banda de Música del Estado de Sonora, creada por decreto en junio de 1980. Esta agrupación de más de 50 músicos busca mantener la tradición de más de un siglo de obras, así como la ejecución de repertorio de música popular. Asimismo, la banda participa en diversos eventos oficiales y sociales tanto en la capital de Sonora como en diversos municipios alrededor del estado.
- Coros Infantiles del Estado de Sonora. Generalmente estos infantes cantores forman parte de los talleres de canto en la Casa de la Cultura en Hermosillo o bien, de los talleres artísticos de los municipios. En 2016 se creó un proyecto derivado de estos coros infantiles, el Gran Coro Infantil Sonora. Este busca agrupar a miembros de 10 coros municipales y 6 coros de grupos étnicos que radican en la entidad federativa.

## Museos
El Instituto Sonorense de Cultura administra siete museos en todo el estado de Sonora:
- Museo Costumbrista de Sonora, en Álamos, Sonora.
- Museo Étnico de los Seris (Museo Comcaác), en Bahía de Kino, Hermosillo, Sonora.
- Museo Étnico de los Yaquis, en Cócorit, Cajeme, Sonora.
- Museo de la Lucha Obrera, en Cananea, Sonora.
- Museo Casa del General Álvaro Obregón, en Huatabampo, Sonora.
- Museo Costumbrista Regional, en Ures, Sonora.
- Museo Silvestre Rodríguez, en Nacozari de García, Sonora.
- Museo de Arte de Sonora (MUSAS), en Hermosillo, Sonora.